# Lucie Theodorová
Lucie Theodorová, née le 18 décembre 1982 à Studénka, est une mannequin et actrice pornographique tchèque.

## Biographie
Elle a commencé sa carrière en 2003, posant pour des sites Internet et des magazines comme Playboy (édition italienne de juin 2003), Penthouse (mai 2005) ou Hustler. Elle a fait des films avec Pierre Woodman et Rocco Siffredi.

## Filmographie
- Xtreme 40: Ibiza Sex Party 5, Private (2008)
- XX 40: Dirty Fucking Sluts, Private (2008)
- Gerade 18 Geile Küken, Videorama (2008)
- Die Mädchen Jäger 4, Muschi Movie (2008)
- Secretaries, Combat Zone(2008)
- Big Black Beast 8, Devil's Film(2007)
- Big Phat Wet Asses, Combat Zone (2007)
- European Hotties 11, Diablo (2007)
- Lucky: Beauty Rules, Nylonic (2007)
- Femme Fatale: The Secrets of a Woman, Black Magic (2007)
- Chick All Hardcore 11, Video Art Holland (2007)
- Le Sanctuaire, Jack Tyler (2007)
- Russian Institiute - Lesson 9: Special Camping, Vidéo Marc Dorcel (2007)
- The Art of Sex, Viv Thomas (2007)
- The Art of Kissing 3, Viv Thomas (2007)
- Seductive 7, 21Sextury (2007)
- Rabbit Girls 6, Preziosa (2007)
- Diplomarbeit Ficken, Magma (2007)
- Girls on Video, Magma (2007)
- Je me tape des Top Models, Spound (2007)
- Exchange Students 3, Premium (2007)
- Fucker Takes All, Private (2007)
- Ibiza Sex Party 2, Private (2007)
- GangLand Cream Pie 13, Devil's Film (2007)
- Summer Camp Secrets, Viv Thomas (2007)
- Eight Teen Tryouts 52, Devil's Film (2007)
- Throat Bangers 17, Devil's Film (2007)
- Tropical 33: Summer Sex Job in Guadeloupe 2, Private (2007)
- Tropical 32: Summer Sex Job in Guadeloupe, Private (2007)
- Lick Land, 21Sextury (2007)
- Big Ass Adventure, Bangbros (2007)
- Cream Pie P.O.V. 8, Devil's Film (2007)
- Intime Fantasie 2, Pink'o (2007)
- Blowjob Beauties, Black Magic (2007)
- Private Life of Jessica May, Private (2004) (longueur d'archives de Cleopatra 1)
- Hustler XX 18, Hustler Video (2003)
- Cleopatra 1, Private (2003)
- Sacro e profano, Moonlight (2003)
- Rabbit Girls 4, Preziosa (2003)